# Niedergasse 59 (Stolberg)

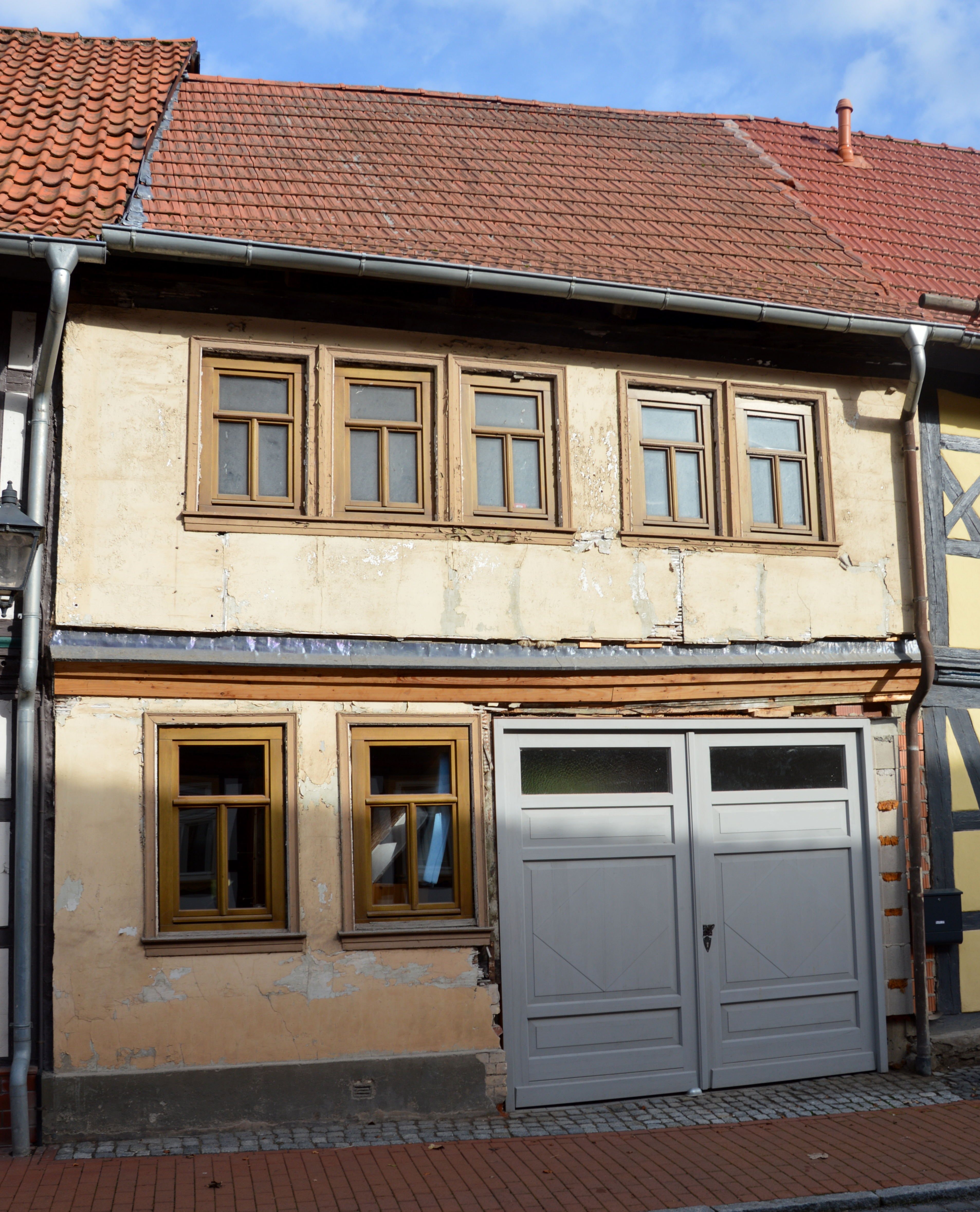
Haus Niedergasse 59

Das Haus Niedergasse 59 ist ein denkmalgeschütztes Wohnhaus in Stolberg (Harz) in der Gemeinde Südharz in Sachsen-Anhalt.

## Lage
Es befindet sich im mittleren Teil der Niedergasse auf ihrer östlichen Seite in der Altstadt von Stolberg. Unmittelbar nördlich grenzt das Haus Niedergasse 57, südlich das Haus Niedergasse 61 an.

## Architektur und Geschichte
Das zweigeschossige Fachwerkhaus entstand in der Zeit des Barock. Während des frühen 19. Jahrhunderts wurde es umgebaut und verputzt. Mit dem Verputz beabsichtigte man zur damaligen Zeit eine Aufwertung des hölzernen Baus. Es ist ein für Stolberg seltenes erhaltenes Beispiel eines in dieser Art verputzten Gebäudes. Die Abstimmung zwischen den Faschen an Fenster und Tür zum Putz ist noch nachvollziehbar. Im Jahr 2000 wurde die Haustür als qualitätvoll beschrieben.
Im örtlichen Denkmalverzeichnis ist das Wohnhaus seit dem 30. August 2000 unter der Erfassungsnummer 094 30266 als Baudenkmal verzeichnet. Der Wohnhaus gilt als kulturell-künstlerisch sowie städtebaulich bedeutsam.